# Vasilij Golovnin
Vasilij Michajlovitj Golovnin (ryska: Василий Михайлович Головнин), född 19 april (gamla stilen: 8 april) 1776 i Gulynki, guvernementet Rjazan, död 11 juli (gamla stilen: 29 juni) 1831 i Sankt Petersburg, var en rysk upptäcktsresande; far till Aleksandr Golovnin.
Golovnin deltog i sjökriget med Sverige 1790, företog 1806 med korvetten "Diana" en världsomsegling, med uppdrag att undersöka nordöstra Asiens och nordvästra Amerikas kuster. På Kurilerna blev han överfallen och hölls jämte sju kamrater fången 1811-13 av den japanska regeringen. Åren 1817-19 gjorde han på korvetten "Kamtjatka" sin andra världsomsegling. Golovnin, som steg till viceamiral och generalintendent vid ryska flottan, lämnade utförliga, till många språk översatta skildringar av sina resor.

## Fotnoter
1. 1 2 3  abART, abART person-ID: 146478, läst: 1 april 2021.[källa från Wikidata]
2. ↑  Aleksandr M. Prochorov (red.), ”Головнин Василий Михайлович”, Большая советская энциклопедия : [в 30 т.], tredje utgåvan, Stora ryska encyklopedin, 1969, läst: 28 september 2015.[källa från Wikidata]
3. ↑  Tjeckiska nationalbibliotekets databas, NKC-ID: js2018991882, läst: 18 december 2022.[källa från Wikidata]